# Pascal Wehrlein
Pascal Wehrlein (ur. 18 października 1994 roku w Sigmaringen) – niemiecki kierowca wyścigowy. W 2016 roku był jednym z ostatnich kierowców zespołu Manor w Formule 1. W 2017 roku został kierowcą zespołu Sauber. Aktualnie jest kierowcą zespołu TAG Heuer Porsche Formula E Team występującego w Formule E.

## Życiorys

### Formuła ADAC Masters
Pascal karierę rozpoczął w roku 2003, od startów w kartingu. W 2010 roku zadebiutował w serii wyścigów samochodów jednomiejscowych – Formule ADAC Masters. W pierwszym sezonie startów Niemiec czterokrotnie stawał na podium. W trzecim starcie na torze Sachsenring odniósł pierwsze zwycięstwo, natomiast w holenderskim Assen sięgnął po pole position. Zdobyte punkty sklasyfikowały go na 6. miejscu.
W drugim podejściu Wehrlein okazał się najlepszy. W trakcie sezonu trzynastokrotnie mieścił się w czołowej trójce, z czego aż ośmiokrotnie na najwyższym stopniu. Spośród ośmiu sesji kwalifikacyjnych, tylko w Lausitz nie znalazł się na szczycie tabeli, natomiast w czterech startach uzyskał punkt za najszybsze okrążenie. Warto odnotować, iż na skutek pewnych niezgodności regulaminowych, został aż trzykrotnie zdyskwalifikowany w klasyfikacji wyścigu (w jednym ze startów w Nürburgringu, Red Bull Ringu oraz Assen). Nie przeszkodziło mu to jednak w osiągnięciu sukcesu, pokonując najbliższego rywala o dwadzieścia jeden punktów.

### Formuła 3
W sezonie 2012 Pascal podpisał kontrakt z niemiecką stajnią Mücke Motorsport, na udział w Formule 3 Euroseries. Z dorobkiem 226 punktów ukończył sezon z tytułem wicemistrzowskim. W tym samym sezonie wystartował we wznowionej Europejskiej Formule 3. Dzięki wygranej w jednym wyścigu oraz sześciu podiom uplasował się na czwartej pozycji w klasyfikacji generalnej.
Na sezon 2013 podpisał kontrakt z niemiecką ekipą Mücke Motorsport na starty w Europejskiej Formule 3. W ciągu trzech wyścigów, w których wystartował, za każdym razem stawał na podium, a raz zwyciężył. Z dorobkiem 49 punktów ukończył sezon na 14 pozycji.

### DTM

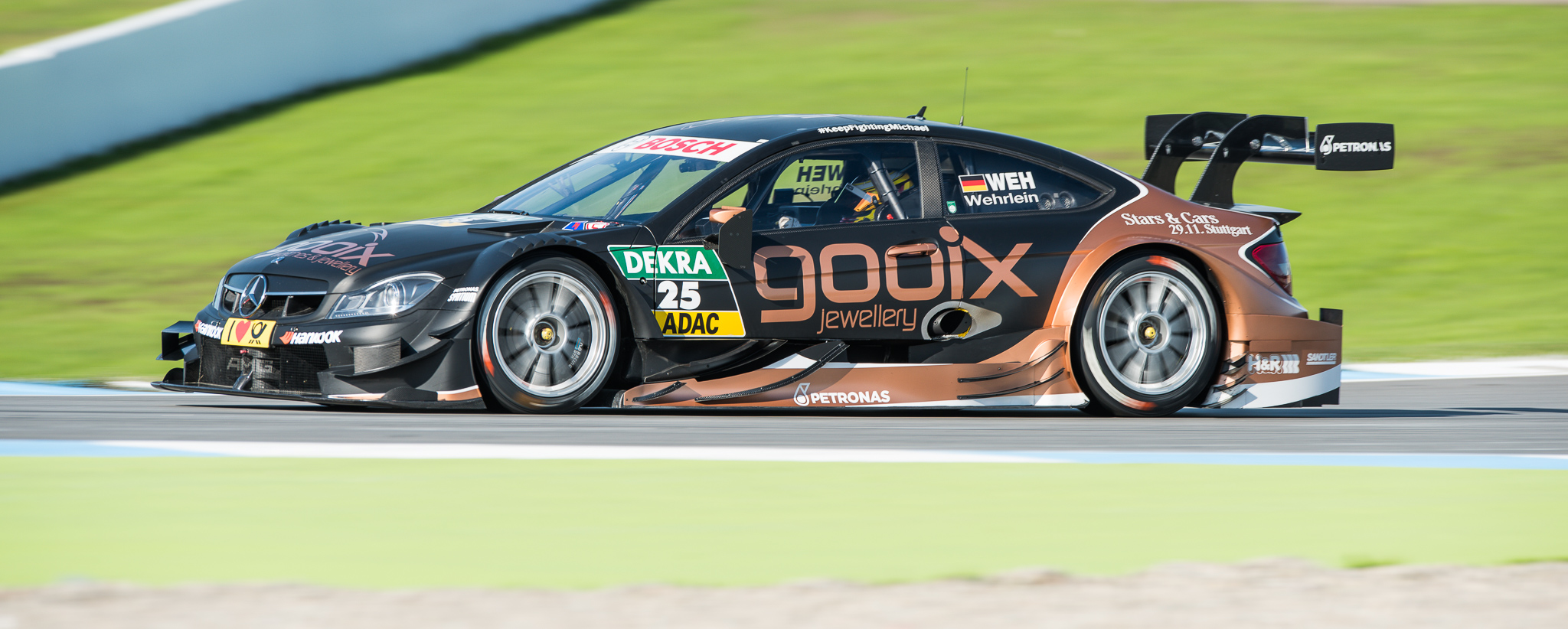
Pascal Wehrlein podczas zawodów Deutsche Tourenwagen Masters na torze Hockenheimring (2014)

W 2013 roku Wehrlein rozpoczął starty w Deutsche Tourenwagen Masters, jeżdżąc w zespole Mücke Motorsport samochodem Mercedesa. W ciągu dziesięciu wyścigów uzbierał łącznie trzy punkty. Dały mu one 22 pozycję w klasyfikacji generalnej. Rok później podczas rundy na torze EuroSpeedway Lausitz wywalczył pole position, a w wyścigu zdołał utrzymać przewagę aż do mety. Z dorobkiem 46 punktów został sklasyfikowany na ósmej pozycji w końcowej klasyfikacji kierowców.

### Formuła 1
Po sukcesie w DTM, pod koniec września 2014 roku, Wehrlein został ogłoszony kierowcą testowym zespołu Mercedes w Formule 1. W sezonie 2016 związał się z ekipą Manor MRT, gdzie partnerowali mu Rio Haryanto oraz Esteban Ocon. W swoim debiutanckim sezonie zdobył 1 punkt podczas GP Austrii. 16 stycznia 2017 Pascal Wehrlein został ogłoszony kierowcą ekipy Sauber; występował w niej u boku Marcusa Ericssona.

### Formuła E
W sezonach 2018/2019 i 2019/2020 był kierowcą zespołu Mahindra Racing. Od sezonu 2020/2021 jest kierowcą zespołu TAG Heuer Porsche Formula E Team.

## Wyniki

### Formuła 1
| Legenda oznaczeń w tabelach wyników Wyświetl szablon na nowej stronie | Legenda oznaczeń w tabelach wyników Wyświetl szablon na nowej stronie                                                                     |
| Oznaczenie                                                            | Wyjaśnienie |
| --------------------------------------------------------------------- | --- |
| Złoty                                                                 | Zwycięzca lub mistrzostwo |
| Srebrny                                                               | 2. miejsce lub wicemistrzostwo |
| Brązowy                                                               | 3. miejsce lub II wicemistrzostwo |
| Zielony                                                               | Ukończył, punktował (w klasyfikacji generalnej, gdy zdobył co najmniej jeden punkt na przestrzeni sezonu, poza trzema powyższymi opcjami) |
| Niebieski                                                             | Ukończył, nie punktował (w klasyfikacji generalnej, gdy nie zdobył co najmniej jednego punktu na przestrzeni sezonu)                      |
| Czerwony                                                              | Nie zakwalifikował się (NZ) |
| Czerwony                                                              | Nie prekwalifikował się (NPK) |
| Różowy                                                                | Nie ukończył (NU) |
| Różowy                                                                | Niesklasyfikowany (NS) (w klasyfikacji generalnej, gdy nie został sklasyfikowany w żadnym wyścigu sezonu)                                 |
| Czarny                                                                | Zdyskwalifikowany (DK) |
| Czarny                                                                | Wykluczony (WYK/EX) |
| Biały                                                                 | Nie wystartował (NW) |
| Biały                                                                 | Kontuzjowany (K/INJ) |
| Biały                                                                 | Wyścig odwołany (OD/C) |
| Bez koloru                                                            | Został wycofany (WYC/WD) |
| Bez koloru                                                            | Nie przybył (NP/DNA) |
| Bez koloru                                                            | Nie brał udziału w treningach (NT/DNP) |
| Bez koloru                                                            | Nie został zgłoszony (–) |
| Pogrubienie                                                           | Start z pole position |
| Kursywa                                                               | Najszybsze okrążenie wyścigu |
| †                                                                     | Nie ukończył, ale jego rezultat został zaliczony ze względu na przejechanie więcej niż 90% dystansu wyścigu.                              |
| *                                                                     | Sezon w trakcie |
| 1/2/3                                                                 | Punktowana pozycja w sprincie kwalifikacyjnym                                                                                             |
| Lista systemów punktacji Formuły 1                                    | |

| Rok  | Zespół           | Samochód    | Silnik                          | Wyniki w poszczególnych eliminacjach | Wyniki w poszczególnych eliminacjach | Wyniki w poszczególnych eliminacjach | Wyniki w poszczególnych eliminacjach | Wyniki w poszczególnych eliminacjach | Wyniki w poszczególnych eliminacjach | Wyniki w poszczególnych eliminacjach | Wyniki w poszczególnych eliminacjach | Wyniki w poszczególnych eliminacjach | Wyniki w poszczególnych eliminacjach | Wyniki w poszczególnych eliminacjach | Wyniki w poszczególnych eliminacjach | Wyniki w poszczególnych eliminacjach | Wyniki w poszczególnych eliminacjach | Wyniki w poszczególnych eliminacjach | Wyniki w poszczególnych eliminacjach | Wyniki w poszczególnych eliminacjach | Wyniki w poszczególnych eliminacjach | Wyniki w poszczególnych eliminacjach | Wyniki w poszczególnych eliminacjach | Wyniki w poszczególnych eliminacjach | Pkt. | Poz. |
| ---- | ---------------- | ----------- | ------------------------------- | ------------------------------------ | ------------------------------------ | ------------------------------------ | ------------------------------------ | ------------------------------------ | ------------------------------------ | ------------------------------------ | ------------------------------------ | ------------------------------------ | ------------------------------------ | ------------------------------------ | ------------------------------------ | ------------------------------------ | ------------------------------------ | ------------------------------------ | ------------------------------------ | ------------------------------------ | ------------------------------------ | ------------------------------------ | ------------------------------------ | ------------------------------------ | ---- | ---- |
| 2016 | Manor Racing MRT | Manor MRT05 | Mercedes PU106C Hybrid 1.6 V6 T | Australia                            | Bahrajn                              |                                      | Rosja                                | Hiszpania                            | Monako                               | Kanada                               | Unia Europejska                      | Austria                              | Wielka Brytania                      | Węgry                                | Niemcy                               | Belgia                               | Włochy                               | Singapur                             | Malezja                              | Japonia                              | Stany Zjednoczone                    | Meksyk                               | Brazylia                             |                                      | 1    | 19   |
| 2016 | Manor Racing MRT | Manor MRT05 | Mercedes PU106C Hybrid 1.6 V6 T | 16                                   | 13                                   | 18                                   | 18                                   | 16                                   | 14                                   | 17                                   | NU                                   | 10                                   | NU                                   | 19                                   | 17                                   | NU                                   | NU                                   | 16                                   | 15                                   | 22                                   | 17                                   | NU                                   | 15                                   | 14                                   | 1    | 19   |
| 2017 | Sauber F1 Team   | Sauber C36  | Ferrari 061 1.6 V6 T            | Australia                            |                                      | Bahrajn                              | Rosja                                | Hiszpania                            | Monako                               | Kanada                               | Azerbejdżan                          | Austria                              | Wielka Brytania                      | Węgry                                | Belgia                               | Włochy                               | Singapur                             | Malezja                              | Japonia                              | Stany Zjednoczone                    | Meksyk                               | Brazylia                             |                                      |                                      | 5    | 18   |
| 2017 | Sauber F1 Team   | Sauber C36  | Ferrari 061 1.6 V6 T            | WYC                                  | –                                    | 11                                   | 16                                   | 8                                    | NU                                   | 15                                   | 10                                   | 14                                   | 17                                   | 15                                   | NU                                   | 16                                   | 12                                   | 17                                   | 15                                   | NU                                   | 14                                   | 14                                   | 14                                   |                                      | 5    | 18   |

### Podsumowanie
| Sezon | Seria                 | Zespół                       | Wyścigi | Zwycięstwa | PP | NO | Podium | Punkty | Pozycja |
| ----- | --------------------- | ---------------------------- | ------- | ---------- | -- | -- | ------ | ------ | ------- |
| 2010  | ADAC Formel Masters   | ADAC Berlin-Brandenburg e.V. | 20      | 1          | 1  | 1  | 4      | 147    | 6       |
| 2011  | ADAC Formel Masters   | ADAC Berlin-Brandenburg e.V. | 24      | 7          | 7  | 4  | 7      | 12     | 1       |
| 2012  | Formuła 3 Euro Series | Mücke Motorsport             | 24      | 1          | 1  | 1  | 10     | 226    | 2       |
| 2012  | Europejska Formuła 3  | Mücke Motorsport             | 20      | 1          | 1  | 1  | 6      | 179    | 4       |
| 2012  | Masters of Formula 3  | Mücke Motorsport             | 1       | 0          | 0  | 0  | 0      | N/A    | 5       |
| 2012  | Grand Prix Makau      | Mücke Motorsport             | 1       | 0          | 0  | 0  | 0      | N/A    | 4       |
| 2013  | DTM                   | Mücke Motorsport             | 10      | 0          | 0  | 1  | 0      | 3      | 22      |
| 2013  | Europejska Formuła 3  | Mücke Motorsport             | 3       | 1          | 2  | 2  | 3      | 49     | 14      |
| 2014  | DTM                   | HWA Team                     | 10      | 1          | 1  | 0  | 0      | 46     | 8       |
| 2015  | DTM                   | HWA Team                     | 18      | 2          | 0  | 1  | 5      | 169    | 1       |
| 2016  | Formuła 1             | Manor Racing MRT             | 21      | 0          | 0  | 0  | 0      | 1      | 19      |
| 2017  | Formuła 1             | Sauber F1 Team               | 19      | 0          | 0  | 0  | 0      | 5      | 18      |